# Karl-Heinz Wagner (Polizeioffizier)
Karl-Heinz Wagner (* 7. November 1928; † 5. Juni 2011) war ein deutscher Polizeioffizier. Er war von 1977 bis 1989 Stellvertreter des Ministers des Innern der DDR.

## Leben
Wagner wurde 1948 Mitglied der SED und der Deutschen Volkspolizei. 1977 wurde er zum Generalmajor ernannt. Von 1977 bis Dezember 1989 war er Stellvertreter des Ministers des Innern und Chef des Stabes (Nachfolger von Generalleutnant Rudolf Riss). Er war Mitglied der SED-Kreisleitung im MdI. 1980 erfolgte seine Beförderung zum Generalleutnant und 1987 zum Generaloberst. 
Nach dem Mauerfall gehörte er dem am 10. November 1989 auf Befehl des Vorsitzenden des Nationalen Verteidigungsrates Egon Krenz gebildeten Krisenstab „Operative Führungsgruppe“ an. Am 29. Dezember 1989 wurde er vom Minister für Innere Angelegenheiten der DDR, Lothar Ahrendt, aus dem aktiven Dienst verabschiedet. Zu seinem Nachfolger wurde Generalleutnant Egon Grüning berufen. Am 24. Januar 1990 wurde er mit dem ehemaligen Innenminister Friedrich Dickel von den Mitgliedern des Unabhängigen Untersuchungsausschusses in Ost-Berlin zu den Ereignissen am 7./8. Oktober 1989 in Berlin befragt. Allerdings brachte die Anhörung keine nennenswerten neuen Erkenntnisse.
Seine Urne wurde auf dem Waldfriedhof Berlin-Grünau beigesetzt.

## Auszeichnungen
- 1976 Vaterländischer Verdienstorden in Bronze und 1988 in Gold
- 1983 Orden Banner der Arbeit Stufe I
- 1985 Scharnhorst-Orden